# John Naylor
John Naylor (* 8. Juni 1838 in Stanningley; † 15. Mai 1897 auf einer Seereise nach Australien) war ein britischer Organist und Komponist.
Naylor war Chorsänger an der Parish Church in Leeds und dort Assistent und Schüler von Robert Senior Burton. An der Oxford University erlangte er den Bachelor- und Doktorgrad für Musik (1863 bzw. 1872). Er war ab 1856 Organist an der St. Mary’s Church und ab 1873 an der St. Michael's Church in Sarborough. Von 1883 bis 1897 hatte er als Nachfolger von Edwin George Monk die Organistenstelle am York Minster inne. Von ihm sind einige kirchenmusikalische Vokalwerke (Oratorien, Anthems, Lieder) überliefert.
Von seinen fünf Kindern wurden Edward und Charles gleichfalls als Organisten und Komponisten bekannt, Henry als Altertumswissenschaftler. Sein Bruder George Frederick Naylor wirkte als Organist und Komponist in England und Neuseeland.

## Quelle
- Robert Evans, Maggie Humphreys: "Dictionary of Composers for the Church in Great Britain and Ireland", Bloomsbury Publishing, 1997, ISBN 9781441137968, S. 243

| Personendaten    | Personendaten                      |
| ---------------- | ---------------------------------- |
| NAME             | Naylor, John                       |
| KURZBESCHREIBUNG | britischer Organist und Komponist  |
| GEBURTSDATUM     | 8. Juni 1838                       |
| GEBURTSORT       | Stanningley                        |
| STERBEDATUM      | 15. Mai 1897                       |
| STERBEORT        | auf einer Seereise nach Australien |